# Свержение монголо-татарского ига
Свержение монголо-татарского ига — процесс преодоления во главе с великим княжеством Московским политической и даннической зависимости земель великого княжения Владимирского (в том числе Великого Новгорода) от Золотой Орды в XIV—XV веках, проходивший в условиях распада Золотой Орды на несколько ханств (Большая Орда, Крымское, Казанское, Астраханское, Сибирское, Казахское, Ногайская Орда).

## История
Значительная часть территории русских княжеств, попавших в зависимость от Монгольской империи и Золотой Орды в середине XIII века, была присоединена Великим княжеством Литовским и Польшей в 1320—1404 годах, тем самым прекратилась политическая зависимость этих земель от Золотой Орды, однако известно о временном возобновлении даннической зависимости от Орды южнорусских земель в составе Литвы во 2-й половине XIV века.
Московские князья начиная с 1327 года почти непрерывно владели ярлыком на великое княжение владимирское, а с 1383 года — и самим великим княжением, и признавали верховенство ханов Золотой Орды, за исключением ставленников беклярбека Мамая и темника Едигея.
Дмитрий Иванович Донской в 1374 году прекратил выплату дани и смог нанести несколько поражений (Битва на Воже, Куликовская битва) правителю Орды Мамаю. Несмотря на то, что нашествие Тохтамыша (1382) заставило Дмитрия продолжить выплату дани, характер ига впоследствии претерпел существенные изменения в сторону большей самостоятельности великих князей московских. Наследование великокняжеского престола более не утверждалось по ханскому ярлыку, московские князья стали проводить более независимую внешнюю политику по отношению к своим соседям, выплаты дани ордынским ханам стали нерегулярными. С 1395 года выплата дани остановилась. Несмотря на разорение центральных областей великого княжения во время нашествия Едигея (1408), ему пришлось довольствоваться откупом в размере 3 тыс. руб. вместо долга по дани в размере 91 тыс. руб. Сын Дмитрия Донского Василий Дмитриевич пошёл на возобновление выплаты дани только после возвращения на ордынский престол «законного» хана Джелал ад-Дина (сына Тохтамыша, 1412).
Закрепление великого княжения за московскими князьями способствовало процессу восстановления единства Руси, являвшегося основой дальнейших шагов по преодолению золотоордынского ига.

### Столкновения в 1450-е годы
В конце 1440-х годов хан Большой Орды Сеид-Ахмед начинает военные действия против Великого княжества Московского. В 1449 году «скорые татарове Седядахматовы» напали на южные московские земли, но на реке Пахре были разбиты служилыми татарами под командованием царевича Касима, вышедшего из Звенигорода. В 1450 году татарские отряды под предводительством Малымбердея попытались напасть на южнорусские земли, но были встречены и разбиты русскими полками в бою на реке Битюг.
В июне 1451 года сын Сеид-Ахмеда Мазовша с конницей смог переправиться через р. Оку и прорвался к Москве. Великий князь московский Василий II Васильевич Темный с семьей бежал из столицы за Волгу. Ордынцы подожгли посады, но были отбиты от Кремля и ночью отступили. В 1455 году Сеидахметовы татары переправились через Оку ниже Коломны, но были разбиты. В 1459 году татары Орды Сеид-Ахмета (сам их лидер в это время находился в Литве в почётном плену) совершили последний набег на московские владения. Ордынцы подошли к р. Оке, но русская рать под предводительством великого князя Ивана, старшего сына и соправителя Василия Тёмного, не позволила им переправиться.
К власти в Орде в 1468 году пришёл хан Ахмат, и в том же году ордынцы совершили набег на Рязанское княжество и Галич-Мерский. В 1471 году новгородские ушкуйники совершили дерзкий рейд вниз по Волге и разграбили Сарай.

### Сражение под Алексином
В 1471 году Ахмат заключил союз с Казимиром IV против Москвы, прислав посольство в Краков, с, предположительно, ярлыком на Великий Новгород, но почти одновременно с этим новгородцы были разбиты московским войском в Шелонской битве (после запроса нового архиепископа от киевского митрополита, отошедшего от унии с католической церковью и вернувшегося в подчинение вселенского патриарха Константинополя).
Ахмат основными силами двинулся на Москву. Иван III отправил против него коломенцев с воеводой Фёдором Хромым. Затем к этому отряду присоединились отряды Данилы Холмского и псковского наместника Ивана Васильевича Стриги Оболенского. В июле 1472 года братья Ивана Великого расположили отряд на берегу Оки. 29 июля отряд Ахмата атаковал слабозащищённый город Алексин, а спустя короткое время сжёг его. Отряд Ивана III начал движение на Коломну, а его сын Иван Молодой двинулся с отрядами в Ростов. Тем временем Ахмат предпринял попытку форсировать Оку. Ему оказали сопротивление малочисленные отряды Петра Челяднина и Семёна Беклемишева. Казалось, сражение будет проиграно, но подоспевшие отряды Василия Михайловича Белозерского и Юрия Дмитровского помогли удержать позиции на Оке. Князь Иван III с отрядом находился под Ростиславлем, Данияр, касимовский царевич — в Коломне, а князь Андрей Большой — в Серпухове. Одновременно Ахмату пришло известие о нападении на его собственный юрт Мухаммеда Шейбани. Хан Ахмат поспешно отступил.
Начиная с победы под Алексином, Москва прекращает выплаты дани в Орду, завязывает самостоятельные дипломатические контакты с Крымом и прекращает исполнение ритуала встречи ордынских послов в Москве. По словам историка Антона Горского, «несправедливый», в глазах москвичей, поход Ахмата наложился на подспудно действовавшую идею перехода к московскому великому князю из павшей Византийской империи царского достоинства, несовместимого с признанием власти ордынского царя.

### Стояние на Угре

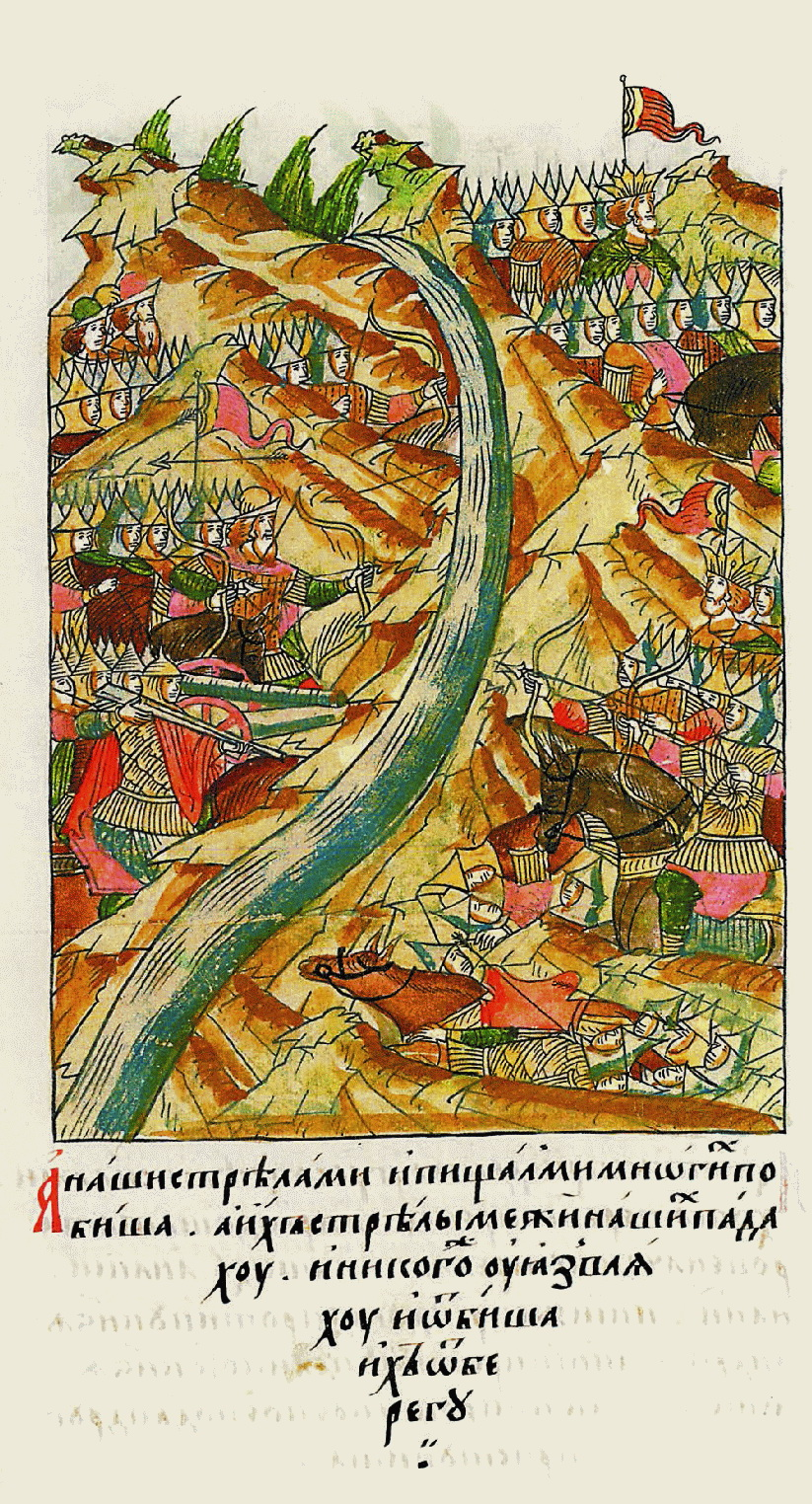
Стояние на Угре. Миниатюра летописного свода. XVI век

В 1476 году Иван III отказался приехать в Орду. В 1476 году Ахмату удалось захватить Крым, однако уже в 1478 году крымский хан Менгли-Гирей смог вернуться в Крым.
Разногласия с братьями Борисом и Андреем Большим возникли у Ивана III ещё по поводу раздела владений умершего Юрия Васильевича. В 1479 году чуть не возник открытый конфликт, когда слуги Ивана III захватили отъехавшего с московской службы боярина прямо во дворе Бориса. Борис и Андрей с войсками отошли к западной границе и попытались установить контакты с Новгородом и Литвой.
Иван III повторно заключил союз с врагом Большой Орды крымским ханом Менгли-Гиреем, который обещал нанести удар по Литве, если Москва поднимется против Ахмата.
В мае 1480 года начался поход Ахмата. Русские войска начали занимать позиции на Оке. В июне ордынцы разорили земли между Калугой и Серпуховом. Навстречу ордынцам выдвинулся Иван Молодой. Главные силы Орды поднимались вверх по Дону. На Оке проходили небольшие стычки сторожевых отрядов. Иван Великий выступил из Москвы, поведя большой отряд к Коломне. Тем временем Псков осаждали немецкие рыцари. Ливонский хронист сообщал, что магистр Бернхард фон дер Борх
собрал такую силу народа против русского, какой никогда не собирал ни один магистр ни до него, ни после… Этот магистр был вовлечён в войну с русскими, ополчился против них и собрал 100 тысяч человек войска из заграничных и туземных воинов и крестьян; с этим народом он напал на Россию и выжег предместья Пскова, ничего более не сделав
В ожидании войска Казимира Ахмат двинулся через Мценск и Одоев к устью реки Угры и расположился на её правом, южном берегу, то есть на литовской территории. На противоположный берег Угры вскоре подошли отряды Ивана Ивановича и Андрея Меньшого. Вскоре к Угре одновременно подошли главные силы Ивана III и Ахмата.
Обе стороны пытались несколько раз форсировать реку. Одна из них была предпринята ордынцами в Опакове, в 60 километрах выше устья Угры. Вскоре в Кременец, место нахождения лагеря Ивана III, всё-таки прибыли отряды князей Андрея и Бориса, на уступки которым в данной ситуации Иван III предпочёл пойти. Литовцы не смогли прибыть на помощь Ахмату из-за нападения крымского хана на Подолье. Вскоре ордынцы начали испытывать нехватку продовольствия. До хана Ахмата дошли сведения о мятеже в Большой Орде и о продвижении другого русского войска вниз по Волге в направлении Сарая. Вскоре Иван отвёл войска к Боровску, как бы приглашая Ахмата перейти уже замёрзшую Угру для решительной битвы, но и вместе с тем чтобы исключить возможность стихийного начала сражения. Ахмат 11 ноября принял решение об отступлении.
Отступая, Ахмат разграбил двенадцать волостей по правому берегу верхней Оки, включая Козельск — владение Казимира IV. Узнав о преследовании его отрядами братьев Ивана III, вернулся в степи. Вскоре, 6 января 1481 года, хан Ахмат был убит тюменским ханом Ибаком.

## Последующие события
В 1480—1481 годах Казимиру удалось подавить мятеж своих родственников и тем самым разрушить план Ивана III по распространению влияния Московского княжества на киевские земли. Однако, почти сразу после этого в 1482 году Менгли-Гирей разорил Киев и в знак общей победы отослал Ивану III потир и дискос из Софийского собора. С 1492 года Менгли-Гирей приступил к ежегодным походам на принадлежащие Литве и Польше земли.

В 1491 году великий князь приказал братьям послать своих воевод на помощь Менгли-Гирею, Андрей Большой ослушался приказания, был схвачен и посажен в тюрьму (19 сентября 1492 года), где и умер в 1493 году. Когда митрополит печаловался за Андрея, то великий князь так отвечал: 
Жаль мне очень брата; но освободить его я не могу, потому что не раз замышлял он на меня зло; потом каялся, а теперь опять начал зло замышлять и людей моих к себе притягивать. Да это бы ещё ничего; но когда я умру, то он будет искать великого княжения подо внуком моим, и если сам не добудет, то смутит детей моих, и станут они воевать друг с другом, а татары будут Русскую землю губить, жечь и пленять, и дань опять наложат, и кровь христианская опять будет литься, как прежде, и все мои труды останутся напрасны, и вы будете рабами татар
В 1501—1502 годах Иван III, занятый войной с Литвой, изъявил готовность признать своё «холопство» и возобновил выплату дани сыну Ахмата Шейх-Ахмеду — последнему хану Большой Орды перед самой её ликвидацией. Ликвидация Большой Орды (1502) создала общие границы Русского государства с Крымским ханством, и в том же году у Ивана III и Менгли-Гирея возникли разногласия: крымский хан не одобрил ссылку захваченного русскими казанского хана Абдул-Латифа. После смерти Ивана III (1505) начались постоянные набеги крымцев на земли, принадлежавшие Русскому государству.

## В историографии
Историк А. А. Горский отмечает, что вплоть до второй половины XVI века в источниках не находится трактовок событий 1470-х годов, включая Стояние на Угре, как освобождения от многовековой зависимости. Он связывает это не с непониманием современников того, что данный факт имел место, а с нежеланием правящих кругов вспоминать о вассальных отношениях великого князя к хану в условиях, когда Русское государство стремилось занять достойное место на международной арене. Впервые, как об освобождении, об этих событиях повествуют источники эпохи Ивана Грозного — Послание Сильвестра и «Казанская история». Однако и они рассматривают всю совокупность событий от восхождения Ахмата на престол до его гибели. Представление, что свержение монголо-татарского ига связано конкретно со стоянием на Угре принадлежит науке Нового времени, первым это сформулировал Николай Карамзин.